# SU-76 (自走砲)
SU-76は、第二次世界大戦中にT-70をベースとして開発された、ソビエト連邦の自走砲である。
SUとは、キリル文字では「СУ」と表記し、「самоходная （артиллерийская） установка サマホードナヤ・（アルティレリイスカヤ・）ウスタノーフカ」（自走砲の意）の頭文字を取ったもの。

## 概要
独ソ戦開始前のソ連赤軍砲兵部隊は、陸軍の機械化を進めていたトハチェフスキー元帥以下の大規模な粛清もあり、自走砲化されたものは少数であった。それでも、T-26軽戦車をベースにしたSU-5系列、GAZ-AA トラックをベースにしたSU-6などがポーランド軍や日本軍相手に実戦で使われたが、質量共に有効であるとは言い難かった。
対戦車自走砲も皆無で、独ソ戦開始以降の1941年9月、泥縄式に小型の砲牽引車であるコムソモーレッツに57mm対戦車砲を搭載したZiS-30が開発され、実戦投入された程度であった。また、既存のT-26を改造した新たな自走砲も計画されたが、独ソ戦初期の大損失によってそれは不可能となった。しかし、包囲されていたレニングラードでは、暫定的にT-26の砲塔の代わりに大型の簡易な防盾と76.2mm連隊砲（榴弾砲）を搭載し、SU-76自走砲として生産した。これは、新たなSU-76が出現した1943年以降はSU-76Pと改名された。
ドイツとの戦いで本格的な自走砲の必要性を痛感したソ連軍は、軽（37mm高射機関砲または76.2mm野砲搭載）・中（122mm榴弾砲搭載、後のSU-122）・重（152mm榴弾砲搭載、後のSU-152）量級三種類の新型自走砲を開発することにした。このうち、軽自走砲は大量に生産されていた軽戦車の車台やコンポーネントを流用する事とし、各工場に開発を指示した。これにより開発されたものの中から最終的に採用されたものがSU-12とSU-15で、改めてSU-76の制式名で採用された。しかし、SU-12は駆動装置の設計に問題があったために第一次発注分のみで生産が打ち切られ、SU-15がSU-76として本格的に生産・配備された。
もっとも代表的な型であるSU-76Mは1943年から第二次世界大戦後を含め16,698輌もの大量生産が行われた。ソビエトでは第二次世界大戦後には一線装備からは外されたが、供与された東側諸国では大戦後も用いられた。

## SU-76以前の試作自走砲
OSA-76（OSU-76）
GAZ（ゴーリキー自動車工場）により提案された軽自走砲。T-60軽戦車の車台を前後逆にして、装甲厚6mmの戦闘室に76.2mm ZiS-3師団砲（野砲）の車載型であるZiS-3Shを搭載した。量産化が検討されたが、車体が小さすぎ安定性を欠くなど問題もあり、試作止まりに終わっている。他にもT-60改造の自走砲としては、これを鹵獲したルーマニア軍による、F-22師団砲を搭載したものが別に存在し、実戦投入された。
ZiS-3Sh搭載第37工場製自走砲
T-60軽戦車のコンポーネントを流用して試作された、SU-76直系の始祖といえる車輌。軽戦車より延長された車台に6組の転輪、全体の車体レイアウト、二つのエンジン、武装としてZiS-3Shといった、外見上の特徴はこの段階でできあがっていたが、戦闘室上面が装甲で覆われた密閉式であった。本車が開発された直後の1942年初夏以降、製造元の第37工場のあるスターリングラード方面の戦局が悪化、軽戦車の生産を優先するために開発が中断された。
U-31
UZTM（ウラル重機械製造工場）で開発された、T-40軽戦車をベースにZiS-5榴弾砲を搭載した試作自走砲。UTZMが自走砲開発から外され、開発データは第38工場に譲渡された。
SU-71
GAZが試作した、T-60とT-70のコンポーネントを用いたZiS-3Sh搭載の自走砲。戦闘室はオープントップで、外見は量産型のSU-76と似ているが、操縦席が左よりになっている。同時期に開発されていたSU-12が採用され、量産されずに終わった。

## SU-76のバリエーション
SU-12（SU-76）
第38工場の開発した車両で、“SU-76”として量産された最初の型。T-70軽戦車のコンポーネントを流用した自走砲用シャーシから試作されたSU-31 37mm対空自走砲、およびSU-32 76.2mm自走砲のうち、後者を発展させたもの。
戦闘室は密閉式であったが、出力の問題で換気用ベンチレーターが装備されず、砲からの排煙がこもってしまう欠点があり、後に上部装甲は撤去された。2基のエンジンを用いていることはT-70と同様だが、左右の履帯を別々のエンジンと操行装置で駆動する方式に変更しており、これは1943年2月の時点で45%と高い率の故障を発生させた。
SU-12は1943年3月までに350輌が生産され、クルスクの戦いの頃から実戦投入されたが、上述の駆動装置の不具合多発のため、一時前線から引き上げられるなどして問題となり、主任設計者のギンツブルク技師が責任を問われ、技術将校として前線送りとなる事態となった。
SU-16（SU-18）
第38工場が試作した、SU-12の転輪を片側5個とした小型軽量型。SU-15が採用されたため、量産されずに終わった。

SU-15/SU-15M（SU-76M）
最も大量に生産された、SU-76系列の代表的な型。トラブルの多かった駆動方式を、T-70Mと同じ前後に連結した串型配置の二つのエンジンと一つの操行装置で動かすものに改めた。また、換気装置も改善され、1943年6月からSU-15として生産開始された。しかし、戦闘室が簡易なオープントップ型となったSU-15Mが10月から生産に入り、これは、大戦後半の主力自走砲として大いに活用された。特に砲兵隊が活躍したバラトン湖の戦いにおいては、機動防御を有効に行い、その活躍を賞賛されている。
しかし、この型はいくつかの問題を解決した反面、上部装甲が無いために防御力が低下していた。また、操縦士の隣に隔壁無しでエンジンがあるなど乗り心地のいい車輌ではなく、実戦ではあっさり撃破されることも多かったため、周りからは「Suka（雌犬）」または「Golozhopij Ferdinant（裸尻のフェルディナント）」の蔑称で呼ばれた。一方、本車の乗員達には「Colombina」という愛称で呼ばれたという。後期型では戦闘室後部の装甲版の高さが増し、側面装甲版の後上部の切り欠きが小さくなり、少し防御力が向上した。このタイプは戦後も生産が継続され、朝鮮戦争では北朝鮮軍が使用しているが、やはり多くが失われた。

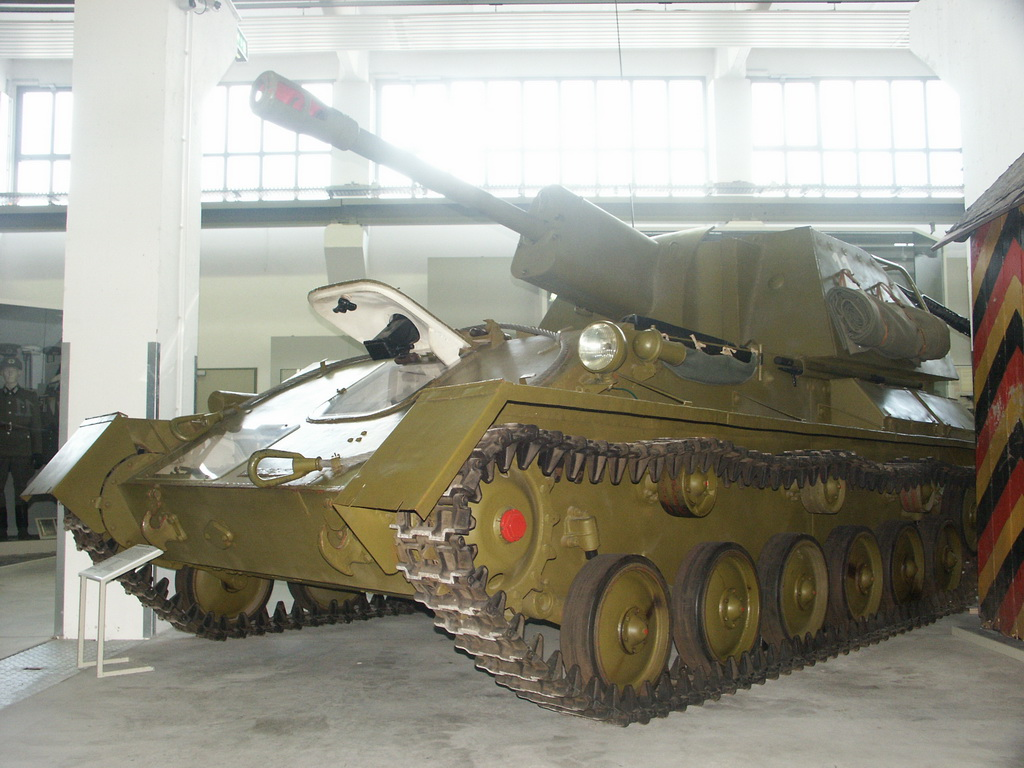
戦闘室側面後部装甲の切り欠きの大きいSU-76M前期型
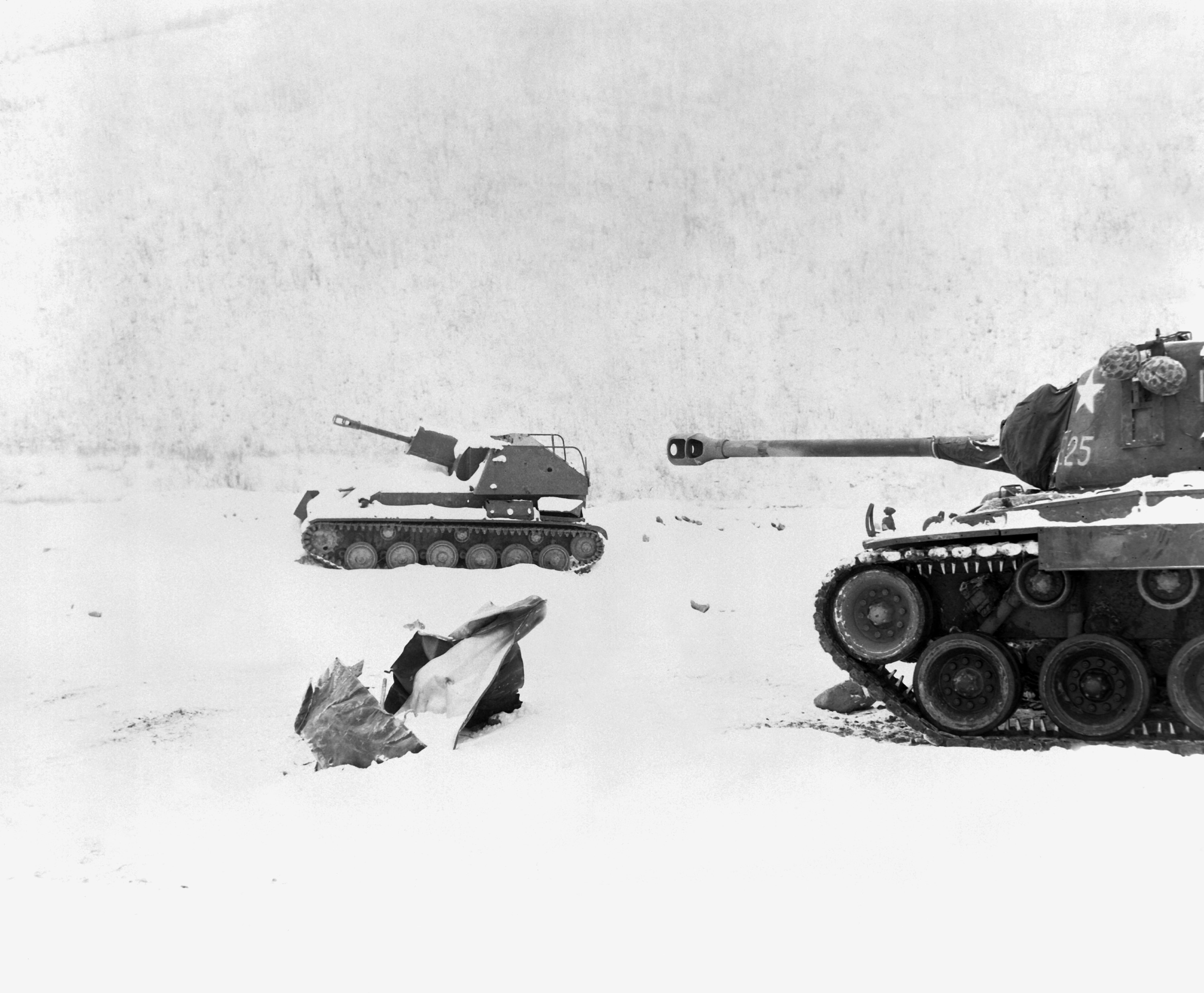
朝鮮戦争で遺棄されたSU-76M前期型。右手前はアメリカのM26パーシング

SU-76改造牛乳運搬車
主砲と装甲板を取り払い、車体に荷台を取り付けたもの。

## 登場作品

### ゲーム
『Red Orchestra: Ostfront 41-45』
操縦手もしくは砲手（車長）として操作が可能。操縦席のハッチを空けたり、オープントップ部分から身を乗り出して視界を広げることができる。
『War Thunder』
SU-76Mがソ連駆逐戦車ツリーにて開発可能。イベント配布として塗装違いの第5親衛騎兵隊仕様も登場する。
『World of Tanks』
ソ連駆逐戦車SU-76Mとして後期型が開発可能。
『トータル・タンク・シミュレーター』
ソ連の駆逐戦車SU-76としてSU-76M後期型が使用可能。